# Parlamentswahl im Libanon 2005

Sitzmehrheiten nach Distrikten

Die Wahlen im Libanon 2005 waren nach dreißig Jahren die ersten Wahlen ohne syrische Anwesenheit im Libanon.
Die Libanesen wählten 128 Parlamentsmitglieder, wobei Christen und Muslime in gleicher Stärke vertreten sind. Viele Libanesen fühlten, dass die Wahlen, die durch eine von Saad al-Hariri geführte anti-syrische Koalition gewonnen wurden, den Abschluss der Zedernrevolution bedeuteten. Diese Wahlen waren die ersten Wahlen in der Geschichte des Libanon, die direkt durch einen einzigen Wahlblock gewonnen wurden und zugleich die ersten, die von den Vereinten Nationen beobachtet wurden. Zahlreiche libanesische Parteien konnten antreten.

## Ergebnisse

### Sitzverteilung nach Listenzugehörigkeit
| | Allianzen                          | Sitze  | Parteien                                               | Stimmen | %  | Sitze |
| --- | ---------------------------------- | ------ | ------------------------------------------------------ | ------- | -- | ----- |
| | Rafiq-Hariri-Märtyrer-Liste        | 72     | Zukunftsbewegung (Tayyar Al Mustaqbal)                 |         |    | 36    |
| Progressive Sozialistische Partei (Hizb al-Taqadummi al-Ishtiraki)                                                               | Rafiq-Hariri-Märtyrer-Liste        | 72     |                                                        |         | 16 |       |
| Forces Libanaises | Rafiq-Hariri-Märtyrer-Liste        | 72     |                                                        |         | 6  |       |
| Qurnat-Schahwan-Sammlung - Kata’ib-Partei (Hizb al-Kataeb) - National-Liberale Partei (Hizb el-wataniyin el-ahrar) - Unabhängige | Rafiq-Hariri-Märtyrer-Liste        | 72     |                                                        |         | 6  |       |
| Tripoli-Block | Rafiq-Hariri-Märtyrer-Liste        | 72     |                                                        |         | 3  |       |
| Demokratische Erneuerung | Rafiq-Hariri-Märtyrer-Liste        | 72     |                                                        |         | 1  |       |
| Demokratische Linke | Rafiq-Hariri-Märtyrer-Liste        | 72     |                                                        |         | 1  |       |
| Unabhängige | Rafiq-Hariri-Märtyrer-Liste        | 72     |                                                        |         | 3  |       |
| | Widerstands- und Entwicklungsblock | 35     | Amal-Bewegung (Harakat Amal)                           |         |    | 15    |
| Hisbollah (Hisbollah) | Widerstands- und Entwicklungsblock | 35     |                                                        |         | 14 |       |
| Syrische Soziale Nationalistische Partei (al-Hizb al-Qawmi al-souri al ijtima'i)                                                 | Widerstands- und Entwicklungsblock | 35     |                                                        |         | 2  |       |
| Baath-Partei 1, Nasseristen 1, Kata’ib 1, Unabhängig 1                                                                           | Widerstands- und Entwicklungsblock | 35     |                                                        |         | 4  |       |
| | Aoun-Allianz                       | 21     | Freie Patriotische Bewegung (Tayyar Al-Watani Al-Horr) |         |    | 14    |
| Skaff-Block | Aoun-Allianz                       | 21     |                                                        |         | 5  |       |
| Murr-Block | Aoun-Allianz                       | 21     |                                                        |         | 2  |       |
| | Gesamt                             | Gesamt | Gesamt                                                 |         |    | 128   |

### Verteilung der Sitze nach Konfession und Region

Verteilung der Sitze von Christen und Muslimen nach Distrikt

| Datum                     | Region       | Pro-Hariri | Pro-Hariri | Pro-Hariri | Anti-Hariri | Anti-Hariri | Anti-Hariri | zusammen | zusammen | zusammen |
| ------------------------- | ------------ | ---------- | ---------- | ---------- | ----------- | ----------- | ----------- | -------- | -------- | -------- |
|                           |              | C          | M          | Summe      | C           | M           | Summe       | C        | M        | Summe    |
| 29. Mai                   | Beirut       | 10         | 8          | 18         | 0           | 1           | 1           | 10       | 9        | 19       |
| 5. Juni                   | Süd-Libanon  | 0          | 1          | 1          | 5           | 17          | 22          | 5        | 18       | 23       |
| 12. Juni                  | Bekaa        | 3          | 3          | 6          | 6           | 11          | 17          | 9        | 14       | 23       |
| 12. Juni                  | Libanonberg  | 11         | 8          | 19         | 14          | 2           | 16          | 25       | 10       | 35       |
| 19. Juni                  | Nord-Libanon | 15         | 13         | 28         | 0           | 0           | 0           | 15       | 13       | 28       |
|                           | Gesamt       | 39         | 33         | 72         | 25          | 31          | 56          | 64       | 64       | 128      |
| C = Christen, M = Muslime |              |            |            |            |             |             |             |          |          |          |

### Erste Runde
Die erste Wahlrunde erfolgte am 29. Mai 2005 in Beirut. Die Rafiq-Hariri-Märtyrer-Liste, eine Koalition von Saad Hariris Partei Zukunftsbewegung (Current for the Future), der Progressive Sozialistische Partei von Walid Dschumblat und anderer anti-syrischer Parteien, gewann alle 19 Sitze. Saad Hariri ist der Sohn des früheren libanesischen Ministerpräsidenten Rafiq al-Hariri, der am 14. Februar 2005 einem Autobombenanschlag auf seinen Fahrzeugkonvoi in Beirut zum Opfer fiel. Die Koalition überließ einen Sitz dem schiitischen Kandidaten der Hisbollah.
| Wahlbezirk            | Gewählte Kandidaten in Beirut | Gewählte Kandidaten in Beirut | Gewählte Kandidaten in Beirut | Gewählte Kandidaten in Beirut | Stimmen | Prozent |
| --------------------- | ----------------------------- | ----------------------------- | ----------------------------- | ----------------------------- | ------- | ------- |
| 1. Distrikt (6 Sitze) | Sunniten                      | 2 Sitze                       | Saad al-Hariri                | Zukunftsbewegung              | 39.499  | >100    |
| 1. Distrikt (6 Sitze) | Sunniten                      | 2 Sitze                       | Ammar al-Houry                | Zukunftsbewegung              | 30.741  | 79,0    |
| 1. Distrikt (6 Sitze) | Maroniten                     | 1 Sitz                        | Solange Gemayel               | Unabhängig (Bristol)          | ohne    |         |
| 1. Distrikt (6 Sitze) | Griechisch-Katholische        | 1 Sitz                        | Michel Faroun                 | Zukunftsbewegung              | ohne    |         |
| 1. Distrikt (6 Sitze) | Griechisch-Orthodoxe          | 1 Sitz                        | Gebran Tueni                  | Qurnat-Schahwan-Sammlung      | 30.519  | 82,2    |
| 1. Distrikt (6 Sitze) | Protestanten                  | 1 Sitz                        | Bassem Al-Schab               | Zukunftsbewegung              | ohne    |         |
| 2. Distrikt (6 Sitze) | Sunniten                      | 2 Sitze                       | Bahige Tabbara                | Zukunftsbewegung              | 27.980  | 79,3    |
| 2. Distrikt (6 Sitze) | Sunniten                      | 2 Sitze                       | Walid Eido                    | Zukunftsbewegung              | 25.123  | 71,2    |
| 2. Distrikt (6 Sitze) | Armenisch-Orthodoxe           | 1 Sitz                        | Dscheghidscha Dscherdschian   | Zukunftsbewegung              | ohne    |         |
| 2. Distrikt (6 Sitze) | Griechisch-Orthodoxe          | 1 Sitz                        | Atef Madschdalani             | Zukunftsbewegung              | 26.163  | 64,8    |
| 2. Distrikt (6 Sitze) | Schiiten                      | 1 Sitz                        | Amine Cherri                  | Hisbollah                     | 31.895  | 87,1    |
| 2. Distrikt (6 Sitze) | Latiner                       | 1 Sitz                        | Nabil de Frej                 | Zukunftsbewegung              | 27.364  | 81,5    |
| 3. Distrikt (7 Sitze) | Armenisch-Orthodoxe           | 2 Sitze                       | Hagop Kassarjian              | Zukunftsbewegung              | ohne    |         |
| 3. Distrikt (7 Sitze) | Armenisch-Orthodoxe           | 2 Sitze                       | Jean Ogassabian               | Zukunftsbewegung              | ohne    |         |
| 3. Distrikt (7 Sitze) | Sunniten                      | 2 Sitze                       | Mohammed Kabbani              | Zukunftsbewegung              | 24.572  | 88,5    |
| 3. Distrikt (7 Sitze) | Sunniten                      | 2 Sitze                       | Ghenwa Dschalloul             | Zukunftsbewegung              | 23.731  | 42,8    |
| 3. Distrikt (7 Sitze) | Armenisch-Katholische         | 1 Sitz                        | Serge Toursarkissian          | Zukunftsbewegung              | ohne    |         |
| 3. Distrikt (7 Sitze) | Drusen                        | 1 Sitz                        | Ghazi al-Aridi                | Dschumblat-Block              | ohne    |         |
| 3. Distrikt (7 Sitze) | Schiiten                      | 1 Sitz                        | Ghazi Youssef                 | Zukunftsbewegung              | ohne    |         |

Anmerkung: Sa'ad al-Hariri hat mehr Stimmen erhalten, als Wähler ihre Stimmen abgegeben haben, da manche Wähler beide mögliche Stimmen ihm gegeben haben. Die Kennzeichnung „ohne“ bedeutet, dass der Kandidat keinen Gegenkandidat hatte.

### Zweite Runde
Die zweite Runde der Wahlen wurde am 5. Juni in den Gouvernements Süd-Libanon und Nabatäa abgehalten. Der Widerstands- und Entwicklungsblock, eine gemeinsame Liste der beiden schiitischen Parteien Amal-Bewegung und Hisbollah, sowie Bahiya al-Hariri (die Schwester des ermordeten Rafiq al-Hariri) und Oussama Saad aus Sidon, gewann alle 23 Sitze. Die offiziellen Ergebnisse wiesen mehr als 80 % der Stimmen für diesen Block aus. Der Kopf der Amal, Nabih Berri sagte in einer Pressekonferenz: „Der Süden hat deutlich und vor internationalen Beobachtern seinen Rückhalt für den Widerstand als einen Pfad für die Vergangenheit, die Gegenwart und die Zukunft erklärt.“ Nach Berris Worten würden die gewählten Mitglieder eine Entwaffnung der Hisbollah nicht zulassen.
| Wahlbezirk                           | Gewählte Kandidaten im Südlichen Libanon | Gewählte Kandidaten im Südlichen Libanon | Gewählte Kandidaten im Südlichen Libanon | Gewählte Kandidaten im Südlichen Libanon | Stimmen | Prozent |
| ------------------------------------ | ---------------------------------------- | ---------------------------------------- | ---------------------------------------- | ---------------------------------------- | ------- | ------- |
| 1-A Zahrani (5 Sitze)                | Schiiten                                 | 2 Sitze                                  | Nabih Berri                              | Amal-Bewegung                            | 153.018 |         |
| 1-A Zahrani (5 Sitze)                | Schiiten                                 | 2 Sitze                                  | Ali Osseiran                             | Amal-Bewegung                            | 152.866 |         |
| 1-A Zahrani (5 Sitze)                | Sunniten                                 | 2 Sitze                                  | Bahiya al-Hariri                         | Zukunftsbewegung                         | ohne    |         |
| 1-A Zahrani (5 Sitze)                | Sunniten                                 | 2 Sitze                                  | Osama Saad                               | Nasseristische Volksbewegung             | ohne    |         |
| 1-A Zahrani (5 Sitze)                | Griechisch-Katholische                   | 1 Sitz                                   | Michel Moussa                            | Amal-Bewegung                            | 152.794 |         |
| 1-B Tyros (4 Sitze)                  | Schiiten                                 | 4 Sitze                                  | Mohammad Fneish                          | Hisbollah                                | 153.934 |         |
| 1-B Tyros (4 Sitze)                  | Schiiten                                 | 4 Sitze                                  | Hassan Hubullah                          | Hisbollah                                | 151.964 |         |
| 1-B Tyros (4 Sitze)                  | Schiiten                                 | 4 Sitze                                  | Abdel Majeed Saleh                       | Amal-Bewegung                            | 150.804 |         |
| 1-B Tyros (4 Sitze)                  | Schiiten                                 | 4 Sitze                                  | Ali Khoreis                              | Amal-Bewegung                            | 149.507 |         |
| 1-C Bint Dschubail (3 Sitze)         | Schiiten                                 | 3 Sitze                                  | Hassan Fadlalah                          | Hisbollah                                | 152.324 |         |
| 1-C Bint Dschubail (3 Sitze)         | Schiiten                                 | 3 Sitze                                  | Ali Bezzi                                | Amal-Bewegung                            | 149.934 |         |
| 1-C Bint Dschubail (3 Sitze)         | Schiiten                                 | 3 Sitze                                  | Ayoub Humayyed                           | Amal-Bewegung                            | 149.210 |         |
| 2-A Mardsch Uyun, Hasbayya (5 Sitze) | Schiiten                                 | 2 Sitze                                  | Mahmoud Haidar                           | Hisbollah                                | 104.447 |         |
| 2-A Mardsch Uyun, Hasbayya (5 Sitze) | Schiiten                                 | 2 Sitze                                  | Ali Hassan Khalil                        | Amal-Bewegung                            | 104.296 |         |
| 2-A Mardsch Uyun, Hasbayya (5 Sitze) | Sunniten                                 | 1 Sitz                                   | Qassem Hashem                            | Baath-Partei                             | ohne    |         |
| 2-A Mardsch Uyun, Hasbayya (5 Sitze) | Griechisch-Orthodoxe                     | 1 Sitz                                   | Asaad Hardan                             | SSNP                                     | 98.802  |         |
| 2-A Mardsch Uyun, Hasbayya (5 Sitze) | Drusen                                   | 1 Sitz                                   | Anwar al-Khalil                          | Amal-Bewegung                            | 106.327 |         |
| 2-B Nabatäa (3 Sitze)                | Schiiten                                 | 3 Sitze                                  | Mohammad Raad                            | Hisbollah                                | 107.456 |         |
| 2-B Nabatäa (3 Sitze)                | Schiiten                                 | 3 Sitze                                  | Yassine Dschaber                         | Amal-Bewegung                            | 106.993 |         |
| 2-B Nabatäa (3 Sitze)                | Schiiten                                 | 3 Sitze                                  | Abdellatif al-Zein                       | Amal-Bewegung                            | 104.230 |         |
| 2-C Jezzine (3 Sitze)                | Maroniten                                | 2 Sitze                                  | Samir Azar                               | Amal-Bewegung                            | ohne    |         |
| 2-C Jezzine (3 Sitze)                | Maroniten                                | 2 Sitze                                  | Pierre Farid Serhal                      | Hisbollah                                | 149.934 |         |
| 2-C Jezzine (3 Sitze)                | Griechisch-Katholische                   | 1 Sitz                                   | Antoine Khouri                           | Amal-Bewegung                            | ohne    |         |

Anmerkung: Die Kennzeichnung „ohne“ bedeutet, dass der Kandidat keinen Gegenkandidat hatte.

### Dritte Runde
Die dritte Runde der Wahlen fand am 12. Juni in den Gouvernements Bekaa und Libanonberg statt. In Libanonberg gewann die Rafiq-Hariri-Märtyrer-Liste 19 Sitze, gefolgt von der Allianz Michel Aoun, die Freie Patriotische Bewegung mit dem Murr-Block mit 15 Sitzen, die Hisbollah erreichte einen Sitz. In Bekaa gewann der Widerstands- und Entwicklungsblock (Hisbollah und Verbündete) elf Sitze, die Hariri-Liste sechs und die Aoun-Allianz ebenfalls sechs Sitze.
| Wahlbezirk                       | Gewählte Kandidaten im Gouvernement Bekaa | Gewählte Kandidaten im Gouvernement Bekaa | Gewählte Kandidaten im Gouvernement Bekaa | Gewählte Kandidaten im Gouvernement Bekaa | Stimmen | Prozent |
| -------------------------------- | ----------------------------------------- | ----------------------------------------- | ----------------------------------------- | ----------------------------------------- | ------- | ------- |
| 1 Baalbek - Hermel (10 Sitze)    | Schiiten                                  | 6 Sitze                                   | Ali Mekdad                                | Hisbollah                                 | 86.815  | 77,9    |
| 1 Baalbek - Hermel (10 Sitze)    | Schiiten                                  | 6 Sitze                                   | Hussein Hajj Hassan                       | Hisbollah                                 | 86.262  | 77,4    |
| 1 Baalbek - Hermel (10 Sitze)    | Schiiten                                  | 6 Sitze                                   | Jamal Takch                               | Hisbollah                                 | 84.727  | 76,1    |
| 1 Baalbek - Hermel (10 Sitze)    | Schiiten                                  | 6 Sitze                                   | Ghazi Zeaďter                             | Amal-Bewegung                             | 81.733  | 73,4    |
| 1 Baalbek - Hermel (10 Sitze)    | Schiiten                                  | 6 Sitze                                   | Nouar Saheli                              | Hisbollah                                 | 81.502  | 73,2    |
| 1 Baalbek - Hermel (10 Sitze)    | Schiiten                                  | 6 Sitze                                   | Hussein Husseini                          | Unabhängig (pro-syrisch)                  | 78.945  | 70,9    |
| 1 Baalbek - Hermel (10 Sitze)    | Sunniten                                  | 2 Sitze                                   | Ismaďl Succariyé                          | Hisbollah                                 | 87.612  | 79,8    |
| 1 Baalbek - Hermel (10 Sitze)    | Sunniten                                  | 2 Sitze                                   | Kamel Rifaď                               | Hisbollah                                 | 86.016  | 78,4    |
| 1 Baalbek - Hermel (10 Sitze)    | Maroniten                                 | 1 Sitz                                    | Nader Succar                              | Hisbollah (Kata’ib)                       | 82.574  | 72,7    |
| 1 Baalbek - Hermel (10 Sitze)    | Griechisch-Katholische                    | 1 Sitz                                    | Marwan Farčs                              | SSNP                                      | 80.538  | 69,8    |
| 2 Zahlé (7 Sitze)                | Griechisch-Katholische                    | 2 Sitze                                   | Élie Skaff                                | Skaff-Block                               | 38.035  | 70.3    |
| 2 Zahlé (7 Sitze)                | Griechisch-Katholische                    | 2 Sitze                                   | Nicolas Fattouche                         | Unabhängig (Bristol)                      | 31.111  | 57.4    |
| 2 Zahlé (7 Sitze)                | Armenisch-Orthodoxe                       | 1 Sitz                                    | Georges Kassarji                          | Skaff-Block                               | 35.065  | 56,6    |
| 2 Zahlé (7 Sitze)                | Griechisch-Orthodoxe                      | 1 Sitz                                    | Camille Maalouf                           | Skaff-Block                               | 31.108  | 51,7    |
| 2 Zahlé (7 Sitze)                | Maroniten                                 | 1 Sitz                                    | Salim Aoun                                | Freie Patriotische Bewegung               | 36.408  | 59,0    |
| 2 Zahlé (7 Sitze)                | Schiiten                                  | 1 Sitz                                    | Hassan Yaacoub                            | Skaff-Block                               | 31.920  | 52,4    |
| 2 Zahlé (7 Sitze)                | Sunniten                                  | 1 Sitz                                    | Assem Aradschi                            | Skaff-Block                               | 31.418  | 54,4    |
| 3 Bekaa West - Rachaya (6 Sitze) | Sunniten                                  | 2 Sitze                                   | Ahmed Ftouh                               | Zukunftsbewegung                          | 25.767  | 63,3    |
| 3 Bekaa West - Rachaya (6 Sitze) | Sunniten                                  | 2 Sitze                                   | Dschamal Dscharrah                        | Zukunftsbewegung                          | 25.682  | 63,1    |
| 3 Bekaa West - Rachaya (6 Sitze) | Drusen                                    | 1 Sitz                                    | Wael Bou Faour                            | Dschumblat-Block                          | 27.651  | 60,0    |
| 3 Bekaa West - Rachaya (6 Sitze) | Griechisch-Orthodoxe                      | 1 Sitz                                    | Antoine Saad                              | Dschumblat-Block                          | 25.984  | 59,6    |
| 3 Bekaa West - Rachaya (6 Sitze) | Maroniten                                 | 1 Sitz                                    | Robert Ghanem                             | Unabhängig (Bristol)                      | 29.923  | 65,7    |
| 3 Bekaa West - Rachaya (6 Sitze) | Schiiten                                  | 1 Sitz                                    | Nasser Nasrallah                          | Amal-Bewegung                             | 26.120  | 61,9    |

| Wahlbezirk                     | Gewählte Kandidaten im Gouvernement Libanonberg | Gewählte Kandidaten im Gouvernement Libanonberg | Gewählte Kandidaten im Gouvernement Libanonberg | Gewählte Kandidaten im Gouvernement Libanonberg | Stimmen | Prozent |
| ------------------------------ | ----------------------------------------------- | ----------------------------------------------- | ----------------------------------------------- | ----------------------------------------------- | ------- | ------- |
| 1 Dschubail (Byblos) (3 Sitze) | Maroniten                                       | 2 Sitze                                         | Walid Khoury                                    | Freie Patriotische Bewegung                     | 56.840  | 60,5    |
| 1 Dschubail (Byblos) (3 Sitze) | Maroniten                                       | 2 Sitze                                         | Chamel Mouzaya                                  | Freie Patriotische Bewegung                     | 51.678  | 55,0    |
| 1 Dschubail (Byblos) (3 Sitze) | Schiiten                                        | 1 Sitz                                          | Abbas Hachem                                    | Freie Patriotische Bewegung                     | 62.294  | 68.8    |
| 1 Kesrwan (5 Sitze)            | Maroniten                                       | 5 Sitze                                         | Michel Aoun                                     | Freie Patriotische Bewegung                     | 67.433  | 77,6    |
| 1 Kesrwan (5 Sitze)            | Maroniten                                       | 5 Sitze                                         | Youssef Khalil                                  | Freie Patriotische Bewegung                     | 61.740  | 71,0    |
| 1 Kesrwan (5 Sitze)            | Maroniten                                       | 5 Sitze                                         | Nehmetallah Abinasr                             | Freie Patriotische Bewegung                     | 59.738  | 68,7    |
| 1 Kesrwan (5 Sitze)            | Maroniten                                       | 5 Sitze                                         | Farid Élias al-Khazen                           | Freie Patriotische Bewegung                     | 56.719  | 65,2    |
| 1 Kesrwan (5 Sitze)            | Maroniten                                       | 5 Sitze                                         | Gilberte Zouein                                 | Freie Patriotische Bewegung                     | 52.376  | 60,2    |
| 2 al-Mitn (8 Sitze)            | Maroniten                                       | 4 Sitze                                         | Ibrahim Kanaan                                  | Freie Patriotische Bewegung                     | 56.840  | 75,5    |
| 2 al-Mitn (8 Sitze)            | Maroniten                                       | 4 Sitze                                         | Salim Salhab                                    | Freie Patriotische Bewegung                     | 54.776  | 72,7    |
| 2 al-Mitn (8 Sitze)            | Maroniten                                       | 4 Sitze                                         | Nabil Nicolas                                   | Freie Patriotische Bewegung                     | 48.872  | 64,9    |
| 2 al-Mitn (8 Sitze)            | Maroniten                                       | 4 Sitze                                         | Pierre Gemayel jr.                              | Qurnat-Schahwan-Sammlung                        | 29.421  | 39,1    |
| 2 al-Mitn (8 Sitze)            | Griechisch-Orthodoxe                            | 2 Sitze                                         | Ghassan Moukheiber                              | Freie Patriotische Bewegung                     | 56.906  | 73,8    |
| 2 al-Mitn (8 Sitze)            | Griechisch-Orthodoxe                            | 2 Sitze                                         | Michel Murr                                     | Murr-Block                                      | 48.662  | 63,1    |
| 2 al-Mitn (8 Sitze)            | Griechisch-Katholische                          | 1 Sitz                                          | Edgar Maalouf                                   | Freie Patriotische Bewegung                     | 55.017  | 73,2    |
| 2 al-Mitn (8 Sitze)            | Armenisch-Orthodoxe                             | 1 Sitz                                          | Hagop Pakradounian                              | Murr-Block                                      | 53.272  | 68,0    |
| 3 Baabda (6 Sitze)             | Maroniten                                       | 3 Sitze                                         | Edmond Nadm                                     | Forces Libanaises                               | 71.453  | 53,6    |
| 3 Baabda (6 Sitze)             | Maroniten                                       | 3 Sitze                                         | Antoine Ghanem                                  | Dschumblat-Block                                | 70.946  | 53,2    |
| 3 Baabda (6 Sitze)             | Maroniten                                       | 3 Sitze                                         | Abdallah Farhat                                 | Dschumblat-Block                                | 69.440  | 52,1    |
| 3 Baabda (6 Sitze)             | Schiiten                                        | 2 Sitze                                         | Ali Ammar                                       | Hisbollah                                       | 74.892  | 64,5    |
| 3 Baabda (6 Sitze)             | Schiiten                                        | 2 Sitze                                         | Bassem Sabeh                                    | Zukunftsbewegung                                | 71.531  | 61,6    |
| 3 Baabda (6 Sitze)             | Drusen                                          | 1 Sitz                                          | Ayman Choucair                                  | Dschumblat-Block                                | 68.968  | 52,4    |
| 3 Alayh (5 Sitze)              | Maroniten                                       | 2 Sitze                                         | Henri Hélou                                     | Dschumblat-Block                                | 69.637  | 52,8    |
| 3 Alayh (5 Sitze)              | Maroniten                                       | 2 Sitze                                         | Fouad Saad                                      | Dschumblat-Block                                | 69.567  | 52,7    |
| 3 Alayh (5 Sitze)              | Drusen                                          | 2 Sitze                                         | Akram Chehazeb                                  | Dschumblat-Block                                | 70.085  | 52,9    |
| 3 Alayh (5 Sitze)              | Drusen                                          | 2 Sitze                                         | Fayçal Sayegh                                   | Dschumblat-Block                                | 69,103  | 52,1    |
| 3 Alayh (5 Sitze)              | Griechisch-Orthodoxe                            | 1 Sitz                                          | Antoine Andraos                                 | Zukunftsbewegung                                | 69.748  | 52,8    |
| 4 Chouf (8 Sitze)              | Maroniten                                       | 3 Sitze                                         | Nabil Boustany                                  | Dschumblat-Block                                | 53.543  | 75,3    |
| 4 Chouf (8 Sitze)              | Maroniten                                       | 3 Sitze                                         | Élie Aoun                                       | Dschumblat-Block                                | 52.075  | 73,2    |
| 4 Chouf (8 Sitze)              | Maroniten                                       | 3 Sitze                                         | Georges Adouane                                 | Forces Libanaises                               | 51.701  | 72,7    |
| 4 Chouf (8 Sitze)              | Drusen                                          | 2 Sitze                                         | Marwan Hamadé                                   | Dschumblat-Block                                | ohne    |         |
| 4 Chouf (8 Sitze)              | Drusen                                          | 2 Sitze                                         | Walid Dschumblat                                | Dschumblat-Block                                | ohne    |         |
| 4 Chouf (8 Sitze)              | Sunniten                                        | 2 Sitze                                         | Mohammed Hadschdschar                           | Zukunftsbewegung                                | 57.104  | 45,3    |
| 4 Chouf (8 Sitze)              | Sunniten                                        | 2 Sitze                                         | Alaeddine Terro                                 | Dschumblat-Block                                | 54.861  | 43,5    |
| 4 Chouf (8 Sitze)              | Griechisch-Katholische                          | 1 Sitz                                          | Nehmé Tohme                                     | Dschumblat-Block                                | 57.358  | 84,6    |

Anmerkung: Die Kennzeichnung „ohne“ bedeutet, dass der Kandidat keinen Gegenkandidat hatte.

### Vierte Runde
Die vierte und letzte Runde der Wahlen fand am 19. Juni 2005 im Gouvernement Nord-Libanon statt. Die Rafiq-Hariri-Märtyrer-Liste gewann alle zur Wahl stehenden 28 Sitze und erreichte damit insgesamt 72 der 128 Sitze in der Nationalversammlung.
| Wahlbezirk            | Gewählte Kandidaten im Gouvernement Nord-Libanon | Gewählte Kandidaten im Gouvernement Nord-Libanon | Gewählte Kandidaten im Gouvernement Nord-Libanon | Gewählte Kandidaten im Gouvernement Nord-Libanon | Stimmen | Prozent |
| --------------------- | ------------------------------------------------ | ------------------------------------------------ | ------------------------------------------------ | ------------------------------------------------ | ------- | ------- |
| 1 Akkar (7 Sitze)     | Sunniten                                         | 3 Sitze                                          | Mahmoud Mrad                                     | Zukunftsbewegung                                 | 85.256  | 58,6    |
| 1 Akkar (7 Sitze)     | Sunniten                                         | 3 Sitze                                          | Moustapha Hachem                                 | Zukunftsbewegung                                 | 83.302  | 57,3    |
| 1 Akkar (7 Sitze)     | Sunniten                                         | 3 Sitze                                          | Azzam Dandachi                                   | Zukunftsbewegung                                 | 62.294  | 83.046  |
| 1 Akkar (7 Sitze)     | Griechisch-Orthodoxe                             | 2 Sitze                                          | Riad Rahnal                                      | Zukunftsbewegung                                 | 94.683  | 65,3    |
| 1 Akkar (7 Sitze)     | Griechisch-Orthodoxe                             | 2 Sitze                                          | Abdallah Hanna                                   | Zukunftsbewegung                                 | 88.509  | 61,1    |
| 1 Akkar (7 Sitze)     | Alawiten                                         | 1 Sitz                                           | Moustapha Ali Hussein                            | Zukunftsbewegung                                 | 87.966  | 69,0    |
| 1 Akkar (7 Sitze)     | Maroniten                                        | 1 Sitz                                           | Hadi Hobeiche                                    | Zukunftsbewegung                                 | 91.568  | 62,1    |
| 1 Denniyé (2 Sitze)   | Sunniten                                         | 2 Sitze                                          | Kassem Abdel Aziz                                | Zukunftsbewegung                                 | 94.760  | 65,1    |
| 1 Denniyé (2 Sitze)   | Sunniten                                         | 2 Sitze                                          | Ahmad Fatfat                                     | Zukunftsbewegung                                 | 89.196  | 61,3    |
| 1 Bescharri (2 Sitze) | Maroniten                                        | 2 Sitze                                          | Sethrida Touk-Geagea                             | Forces Libanaises                                | 93.340  | 64,9    |
| 1 Bescharri (2 Sitze) | Maroniten                                        | 2 Sitze                                          | Élie Keyrouz                                     | Forces Libanaises                                | 91.161  | 63,4    |
| 2 Tripoli (8 Sitze)   | Sunniten                                         | 5 Sitze                                          | Mohammed Safadi                                  | Tripoli-Block                                    | 104.711 | 62,4    |
| 2 Tripoli (8 Sitze)   | Sunniten                                         | 5 Sitze                                          | Misbah Ahdab                                     | Demokratische Erneuerung                         | 97.137  | 57,9    |
| 2 Tripoli (8 Sitze)   | Sunniten                                         | 5 Sitze                                          | Mohammed Kabbara                                 | Tripoli-Block                                    | 96.922  | 57,7    |
| 2 Tripoli (8 Sitze)   | Sunniten                                         | 5 Sitze                                          | Samir el-Dschisr                                 | Zukunftsbewegung                                 | 93.903  | 55,9    |
| 2 Tripoli (8 Sitze)   | Sunniten                                         | 5 Sitze                                          | Moustapha Allouche                               | Zukunftsbewegung                                 | 92.015  | 54,8    |
| 2 Tripoli (8 Sitze)   | Alawiten                                         | 1 Sitz                                           | Badr Wannous                                     | Zukunftsbewegung                                 | 89.688  | 55,2    |
| 2 Tripoli (8 Sitze)   | Griechisch-Orthodoxe                             | 1 Sitz                                           | Maurice Fadel                                    | Tripoli-Block                                    | 99.284  | 60,3    |
| 2 Tripoli (8 Sitze)   | Maroniten                                        | 1 Sitz                                           | Élias Atallah                                    | Demokratische Linke                              | 89.890  | 54,4    |
| 2 Minije (1 Sitz)     | Sunniten                                         | 1 Sitz                                           | Hachem Alameddine                                | Zukunftsbewegung                                 | 89.060  | 54,2    |
| 2 Zgharta (3 Sitze)   | Maroniten                                        | 3 Sitze                                          | Nayla Moawad                                     | Qurnat-Schahwan-Sammlung                         | 93.032  | 56,0    |
| 2 Zgharta (3 Sitze)   | Maroniten                                        | 3 Sitze                                          | Dschawad Boulos                                  | Qurnat-Schahwan-Sammlung                         | 91.786  | 55,3    |
| 2 Zgharta (3 Sitze)   | Maroniten                                        | 3 Sitze                                          | Samir Frangieh                                   | Qurnat-Schahwan-Sammlung                         | 90.830  | 54,7    |
| 3 Batroun (2 Sitze)   | Maroniten                                        | 2 Sitze                                          | Boutros Harb                                     | Qurnat-Schahwan-Sammlung                         | 95.554  | 57,9    |
| 3 Batroun (2 Sitze)   | Maroniten                                        | 2 Sitze                                          | Antoine Zahra                                    | Forces Libanaises                                | 87.645  | 53,1    |
| 3 Koura (3 Sitze)     | Griechisch-Orthodoxe                             | 3 Sitze                                          | Farid Mekari                                     | Zukunftsbewegung                                 | 96.837  | 58,9    |
| 3 Koura (3 Sitze)     | Griechisch-Orthodoxe                             | 3 Sitze                                          | Farid Habib                                      | Forces Libanaises                                | 93.169  | 56,7    |
| 3 Koura (3 Sitze)     | Griechisch-Orthodoxe                             | 3 Sitze                                          | Nicolas Ghosn                                    | Zukunftsbewegung                                 | 92.907  | 56,5    |